# سرخس أجرد
سرخس أجرد (الاسم العلمي: Polypodium nudatum) هو نوع نباتي يتبع جنس السرخس من فصيلة السرخسية.